# Hosta albofarinosa
Hosta albofarinosa là một loài thực vật có hoa trong họ Măng tây. Loài này được D.Q.Wang mô tả khoa học đầu tiên năm 1989.